# ديسفان
ديسفان (بالفارسية: دیسفان) هي مستوطنة تقع في قسم كاخك الريفي في إيران. يقدر عدد سكانها بـ 285 نسمة .